# Waldemar Geest
Waldemar Geest (* 20. April 1879 in Berlin; † 2. März 1944 in Groitzsch) war ein deutscher Flugzeugkonstrukteur und Doktor der Medizin. Die von ihm entwickelten „Möwe“-Flugzeuge trugen viel zur Entwicklung der deutschen Fliegerei vor dem Ersten Weltkrieg bei.

## Leben
Geboren in Berlin wuchs Waldemar Geest zusammen mit vier Geschwistern in den Vogesen auf, wo sein Vater, ein Offizier, stationiert war. Schon früh stellte er Beobachtungen über das Flugverhalten von Vögeln und Insekten an. Sein erstes Modell, ein Nurflügelflugzeug mit 30 Zentimetern Spannweite, baute er 1896.
1902 nahm Geests Vater seinen Abschied vom Militär und die Familie zog nach Freiburg. Dort begann Waldemar Geest ein Medizinstudium. In Freiburg heiratete er auch seine Frau Luise Geest, geborene Scheuerpflug.
1906 baute er seinen ersten Gleiter, mit dem aber nur einige kurze Sprünge gelangen. Im Frühjahr folgenden Jahres promovierte er zum Doktor der Medizin, doch bereits im selben Jahr beschloss er, sich ganz der Fliegerei zu widmen. Ebenfalls 1907 beantragte Geest das Patent „Flügelartige Tragfläche für Luftfahrzeuge“ auf seinen Geest-Möwenflügel, welches am 31. Oktober 1911 mit der Nummer 240 268 ausgegeben wurde.

Von 1908 bis 1909 lebte er in München und gründete zusammen mit Alois Wolfmüller ein kleines Flugunternehmen. In Zusammenarbeit mit diesem entstand in jener Zeit ein Gleiter mit elf Quadratmetern Flügelfläche.

1908 siegte die „Möwe“, ein Geest'sches Nurflügelmodell mit 2,50 Metern Spannweite, bei einem Münchener Gleitflugmodellwettbewerb und gewann die Siegprämie von 50 Mark.

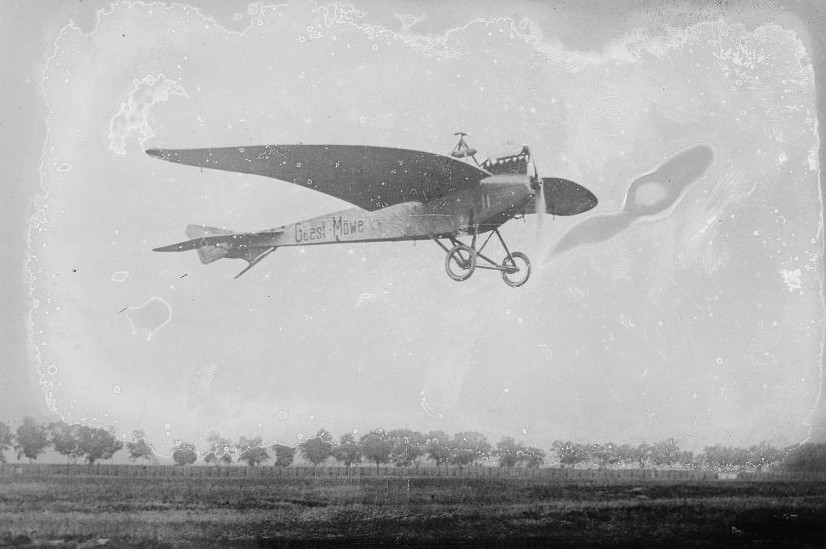
Geests „Möwe VI“

Im Winter 1909/10 gab er einen neuen Gleiter bei Gustav Lilienthal in Berlin in Auftrag, den er im Mai am Gollenberg bei Stölln erprobte. Damit gelangen einige Flüge, dann wurde der Apparat bei einer Bruchlandung zerstört. Geest zog nach Rathenow um und kurz darauf entstand sein letzter Gleiter „Weih“, mit dem zufriedenstellende Ergebnisse erzielt wurden, so dass sich Geest nun der motorisierten Fliegerei zuwandte.
Die „Möwe I“. das erste von Geest konstruierte Motorflugzeug entstand im Herbst 1910 bei der Wagenbaufirma Wietz und wurde auf dem Rathenower Reitplatz getestet. „Möwe II“ wurde 1911 als Folge einer kurzen Zusammenarbeit mit der LVG in Schuppen Nr. 10 auf dem Flugplatz Johannisthal gebaut.
Im Januar 1912 kehrte Geest nach Rathenow zurück und ließ bei Wietz die „Möwe III“, „IV“ und „V“ bauen, mit denen er 1913 in Johannisthal die Fliegerschule Geest gründete. Kurz vor Ausbruch des Ersten Weltkrieges entstand die von der Nationalflugspende mit 35.000 Mark finanzierte und von der Karl Goetze KG in Berlin–Treptow gebaute „Möwe VI“, von der mehrere Exemplare gebaut und zur Ausbildung von Militärpiloten genutzt wurden. Sie flog am 17. Juni 1914 erstmals und erreichte mit dem DVL-Piloten Herbert Kühn am 11. Juli eine Höhe von 1000 Metern. Der Kriegsbeginn führte zum Abbruch der Versuche. Den Namen „Möwe“ hatte Geest 1913 patentrechtlich schützen lassen. Für die vogelartig geschwungenen Tragflächen seiner Flugzeuge wurden ihm die Patente Nr. 240268 und 240976 ausgegeben.
1916 entstand als letzte Geest-Konstruktion bei der Automobil & Aviatik A. G. das Doppeldecker-Jagdflugzeug „Doppel-Möwe“, das beim Militär aber nicht auf Interesse stieß. Nach diesem Misserfolg trat Geest im selben Jahr als Arzt in einem Feldlazarett ins Militär ein. Das war sein Abschied von der Fliegerei. Nach Kriegsende eröffnete er eine Praxis in Ballenstedt. In den Zwanzigern praktizierte er in Lucka, bevor er Mitte der Dreißiger endgültig nach Groitzsch ging. Dort entstanden auch seine letzten beiden Nurflügel-Modelle, die 1935/1936 bei den Rhönwettbewerben auf der Wasserkuppe von Horst Winkler vorgeführt wurden. Eines davon ist im Museum für Verkehr und Technik in Berlin zu besichtigen.
Waldemar Geest starb am 2. März 1944. Er ist zusammen mit seiner Frau in Groitzsch begraben.